# Oswald Durand

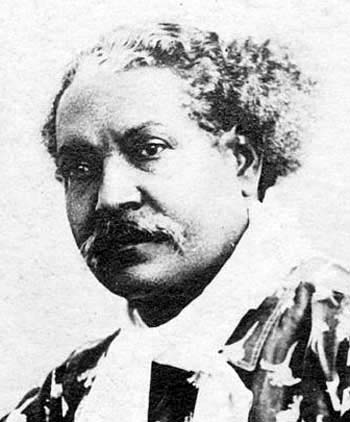
Oswald Durand

Oswald Durand (* 17. September 1840 in Cap-Haïtien; † 22. April 1906 in Port-au-Prince) war ein haitianischer Schriftsteller französischer und kreolischer Sprache.

## Leben und Werk
Oswald Durand war der Enkel des haitianischen Schriftstellers und Politikers Pompée Valentin Vastey (1781–1820). Er wuchs als Waise auf und wurde Gymnasiallehrer. Demesvar Delorme (1831–1901) holte ihn in die Politik und machte ihn zum Dichter. 1885 wurde er zum Abgeordneten gewählt und war 1888 Parlamentspräsident.
Oswald Durand war der erste haitianische Dichter von Bedeutung. Seine Werke sind vor allem französisch verfasst und im Stil Victor Hugos geschrieben. Berühmt ist sein 1883 in haitianischer Kreolsprache entstandenes Gedicht Choucoune (auch: Choukoun), das 1893 von Michel Mauleart Monton (1855–1898) vertont wurde und später auf Englisch unter dem Titel Yellow Bird bekannt war. 1888 wurde Durand in Paris von François Coppée in der Société des gens de lettres empfangen und traf mit dem Antikolonialisten Benito Sylvain (1868–1915) zusammen.
Durands Gedicht von 1872 Ces Allemands („Diese Deutschen“) wandte sich gegen die von Deutschland 1872 (und 1897 wieder) praktizierte Kanonenbootpolitik (mit Erzwingung einer Geldzahlung unter Verletzung der nationalen Souveränität Haitis). Die letzten beiden Zeilen des Gedichtes lauten:
Nous jetâmes l’argent, le front haut, l’âme fière,/Ainsi qu’on jette un os aux chiens.
(Wir warfen das Geld mit erhobener Stirn und stolzer Seele/Wie man Hunden einen Knochen hinwirft.)

## Werke (Auswahl)
- Rires et pleurs. Poésies. Corbeil 1896.
- Poésies choisies. Avec une étude biographique et littéraire. Hrsg. Pradel Pompilus (1914–2000). Port-au-Prince 1964.
- Les amours raffinées. Anthologie des plus beaux poèmes d'Oswald Durand. Hrsg. Éric Sauray und Ketty Sauray. Dauphin noir, Paris 2006.